# Blauschaf (Kunstwerk)

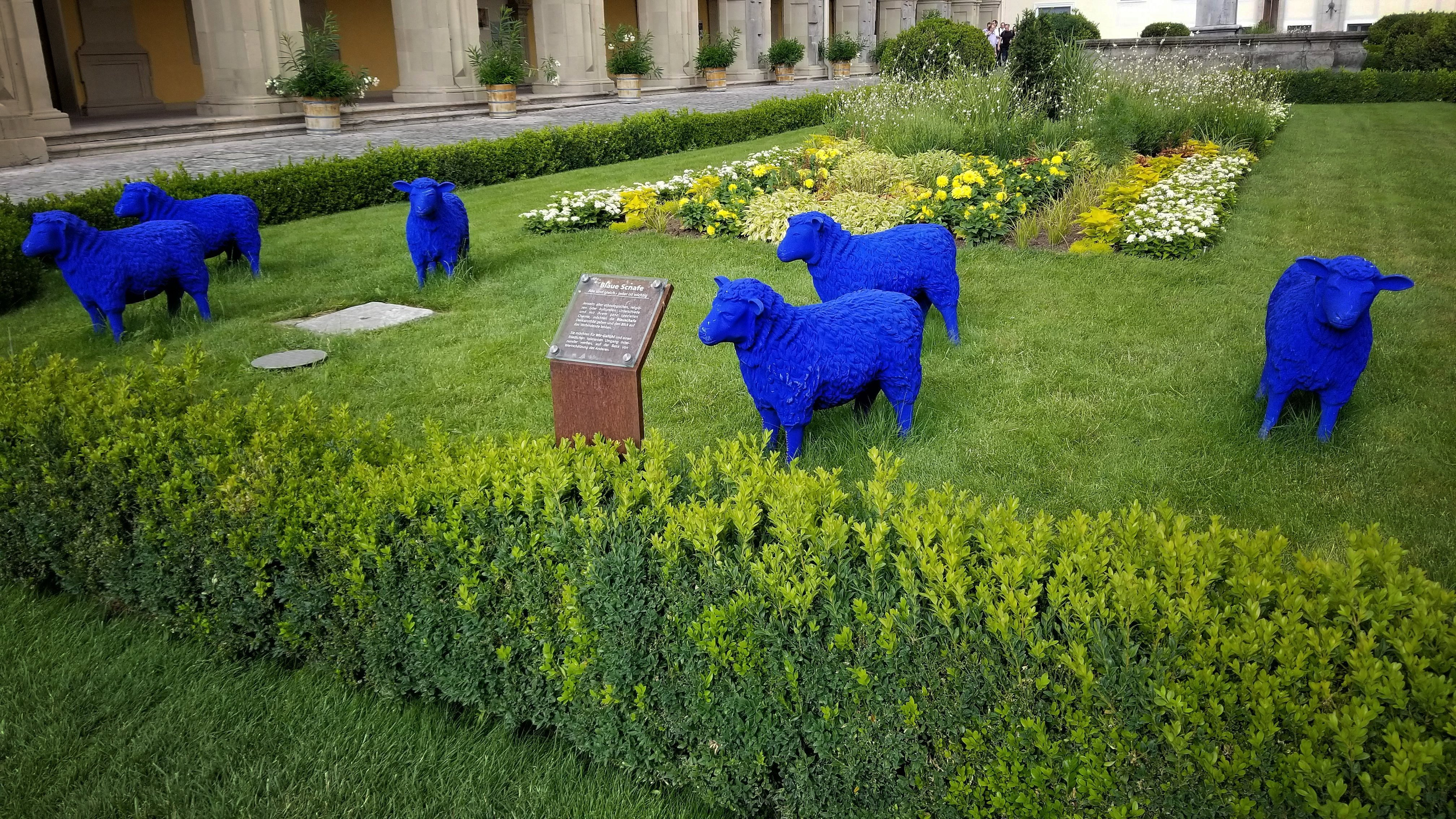
Kunstprojekt,"Die blaue Friedensherde" im Innenhof des Juliusspital, Würzburg

Das Blauschaf wurde vom Aktionskünstler Rainer Bonk, Rheinberg, 2001 als serielles Kunstwerk geschaffen. Rainer Bonk und seine ehemalige Partnerin, die Malerin und Aktionskünstlerin Bertamaria Reetz, haben das Blauschaf in zahlreichen Städte-Events im Rahmen des Projekts „Die Blaue Friedensherde“ als Symbolfigur für Toleranz und friedliches Miteinander weit über die Grenzen Deutschlands, z. B. in Graz, bekannt gemacht. Die Aktionen stehen unter dem Motto „Alle sind gleich – jeder ist wichtig“. Die Schafherde gilt als Symbol des friedlichen Zusammenlebens. Die monochrome Grundfarbe Blau ist auch die Farbe der EU, der UNO, der UNESCO und des Hintergrunds des Symbols der Friedenstaube für die Friedensbewegung. Die Künstler benennen dies Aktionen der Friedensherde. Als nachhaltige Erinnerung an die Aktion bleibt meist ein Exemplar beim Gastgeber der Aktion.

## Beschreibung
Das Kunstwerk aus dünnwandigem Polyester mit ultramarinblauer Acryl-Farbe (nach Yves Klein) ist etwa 60 cm hoch, 80 cm lang und 30 cm dick. Es wiegt ungefähr 8 kg. Material und Farbe sind witterungsbeständig und lichtecht, aber nicht bruchsicher. Jedes Exemplar ist nur echt mit der Wort-Bild-Marke „Blauschäferei Reetz“ oder „Blauschäferei“ auf der Unterseite. Es gibt auch daumengroße Mini-Blauschafe sowie Lämmer.

## Aktionen (Auswahl)
Die Blauschafherde wurde seit 2006 mehrfach in Anlagen der Straße der Gartenkunst zwischen Rhein und Maas ausgestellt. Sie „graste“ auch schon auf grünem Kunstrasen vor dem Kölner Dom oder dem Reichstag in Berlin. Einzelobjekte schafften es auch schon bis in das Landtagsgebäude in Düsseldorf. Die Aktionen stehen unter dem Motto „Alle sind gleich – jeder ist wichtig“. Die Schafherden gelten als Symbol des friedlichen Zusammenlebens. Die Künstler sehen ihre Herden deshalb als „Friedensherden“.
Zuletzt war das Blauschaf in der Kulturhauptstadt Europas 2017 beim EUROPABEVAEGELSEN zu sehen.